# Oprisvölgy
Oprisvölgy románul: Valea lui Opriș, falu Romániában, Erdélyben, Kolozs megyében.

## Fekvése
Pecsétszeg közelében fekvő település.

## Története
Oprisvölgy (Valea lui Opriș) korábban Pecsétszeg (Chiuieşti) része volt. 1956 körül vált külön településsé 116 lakossal.
1966-ban 129, 1977-ben 122, 1992-ben 98, a 2002-es népszámláláskor 78 román lakosa volt.